# Mique Beltrán
Mique Beltrán   (Venta del Moro, 1959) nom artístic de Miguel Beltrán García és un autor de còmic i il·lustrador valencià.

## Biografia
Mique debuta en la historieta amb un parell de fanzines autoeditats, "El Polvorón polvoriento", amb influències underground, i salta a la professionalitat en 1980 en les revistes "Star" i "Bésame Mucho" amb guions en aquesta última per al dibuixant Manel Gimeno.
En 1982 crea com a dibuixant el personatge Cleopatra per a la revista Cairo, i publica Pasaporte a Hong Kong, on el seu estil comença a depurar-se cap a una línia més clara, i on ja apareixen els elements narratius característics de l'autor, com el moviment, l'acció, les el·lipsis, i l'humor, en una successió contínua de “gags”.
Seguint el to d'aventures exòtiques en clau d'humor amb Cleopatra dibuixa Una tarde en el sex-shop, El collar de la baronesa, i El tesoro de Sin Bonga.
Després de la sèrie d'episodis curts de Cleopatra seguiran les primeres aventures llargues del personatge en la revista Cairo amb La pirámide de cristal en 1983, i Macao en 1984, ja en color, i on apareix per primera vegada Marco Antonio, el fill menut de Cleopatra.
Amb un estil narratiu i gràfic ja consolidat, Mique proposa guions a altres dibuixants amb la finalitat d'explicar històries que li interessa però que no s'adapten al seu estil. Escriu Cap rossa demanarà foc a un perdedor per a Manel Gimeno en Bésame Mucho (1982) -posteriorment publicada per Camacuc en valencià; història en to de gènere negre, Mujeres fatales per a Max en Complot! (1985) cinc episodis autoconclusius que giren entorn de l'amor, el sexe, i les passions impossibles, i Livingston contra Fumake per a Keko en la revista Madriz (1986), una història policíaca en clau d'humor negre.
En aquesta època Mique inicia incursions al món audiovisual. En 1987 dirigeix un pilot de sèrie titulada Las aventuras de Cleopatra, el primer intent de portar a la pantalla als seus personatges amb actors sobre fons dibuixats que va acabar sense fructificar. En 1990 escriu l'obra de teatre Escápate conmigo, Monstruo per a la Pavana Companyia Teatral, una comèdia musical on es donen cita els monstres del terror clàssic com Dràcula, el monstre de Frankenstein, l'home llop, i la Mòmia.
L'obra es va reposar l'any 2006 i va ser nominada en el 2007 als Premis Max de teatre.
Paral·lelament en 1990 inicia a El Pequeño País, suplement setmanal del diari El País, la publicació de Marco Antonio. Dirigit a un públic majoritàriament infantil, Mique atorga tot el protagonisme a Marco Antonio, el fill de Cleopatra, i treballa en històries d'una pàgina que acaben amb un gag final. Encara que manté el mateix estil gràfic, Mique planteja històries de caràcter costumista, ambientades en l'actualitat, on el col·legi, els pares, els amics o els jocs són els motius argumentals. Mentre publica en el mateix suplement La rebelión de las sombras, una nova aventura llarga per lliuraments on recupera a Cleopatra, i després continua amb les pàgines setmanals de Marco Antonio, col·laboració que es manté fins a 1999. En 1993 escriu i codirigeix el curtmetratge d'animació Una tarde en el metro, un curtmetratge didàctic del Metro de València on apareixen per primera vegada en pantalla els seus personatges de Marco Antonio i Cleopatra com convidats.
En 1996 escriu guions per a la sèrie d'animació Cuttlas del dibuixant Calpurnio, i en 1998 col·labora com a guionista de televisió en el concurs Cosas de Família en Canal Nou. En 1999 dirigeix Azúcar, el seu primer curtmetratge de ficció en 35 mm, una història en clau dramàtica amb la qual l'actriu Violeta Cela és premiada amb el Faro de Plata a la millor actriu en el XII Festival L'Alfàs del Pi.
Finalment en 1997 els personatges són adaptats a la pantalla gran en el llargmetratge d'animació Marco Antonio, rescate en Hong Kong. Amb guió del mateix Mique la pel·lícula és una fidel translació de les primeres historietes, on els personatges de Cleopatra, Marco Antonio, Gutanda, i el Drac Roig s'embarquen en una trepidant aventura exòtica en clau d'humor. El llargmetratge va ser nominat als Premis Goya 2001 a la millor pel·lícula d'animació.
En 2001 escriu els arguments i coordina els guions de la sèrie d'animació Marco Antonio basada en els seus propis personatges de còmic. La sèrie de televisió compta amb tots els personatges del còmic i conjuga aventures exòtiques amb quotidianes en clau d'humor. La sèrie es finalitzarà en 2009 i és emesa en Clan TVE i Canal Nou.
En 2002 funda amb Eva Vizcarra la productora audiovisual Endora Produccions, i dirigeix el seu segon curtmetratge de ficció titulat Tequila.com, protagonitzat per Daniel Guzmán i Cristina Plazas, una comèdia d'enredraments que resulta premiada en diversos festivals.
També escriu els primers guions de la finestra indiscreta, sèrie documental sobre arquitectura social que s'emeté a Televisió Valenciana.
En 2006 escriu el guió del curtmetratge d'animació Sculture club basat en les escultures de l'artista Juan Ripollés, que rep el premi SGAE 2006 al millor curtmetratge animació, i en 2007 escriu el guió del llargmetratge d'animació Gegants, la llegenda de Tombatossals, basat en la novel·la de Josep Pascual Tirado. En 2010 escriu el guió del llargmetratge d'animació Ninots, encara sense concloure.
L'any 2012 es publica Marco Antonio, obra completa, una edició de 300 pàgines amb totes les pàgines de còmic del seu personatge, i prepara una altra edició recopilatòria de les aventures de Cleopatra, moment en el qual Mique anuncia el seu retorn al món de la historieta.
Actualment dibuixa la novel·la gràfica 23-F, un relato autobiográfico on Mique explica l'experiència viscuda la nit del colp d'estat del 23 de febrer de 1981 mentre ocupava València damunt d'un tanc.

## Obra
| Anys      | Títol                    | Dibuixant     | Tipus | Publicació      |
| --------- | ------------------------ | ------------- | ----- | --------------- |
| 1982      | Cleopatra                | Mique Beltrán | Sèrie | Cairo           |
| 1985-1988 | Mujeres fatales          | Max           | Sèrie | Complot!        |
|           | Livingston contra Fumake | Keko          |       | Madriz          |
|           | Marco Antonio            | Mique Beltrán | Sèrie | El Pequeño País |

## Premis i nominacions

### Premis
- 1988 - Premi Haxtur com a "Millor Historieta Curta" per "Macao" de la sèrie Cleòpatra en el Salón Internacional del Cómic del Principado de Asturias, Gijón

### Nominacions
- 1990 - Nominació al premi a la millor obra del Saló Internacional del Còmic de Barcelona per Mujeres fatales.
- 1994 - Nominació al premi a la millor obra del Saló Internacional del Còmic de Barcelona per Marco Antonio.
- 1995 - Nominació al premi a la millor obra del Saló Internacional del Còmic de Barcelona per La rebelión de las sombras.
- 1996 - Nominació al premi a la millor obra del Saló Internacional del Còmic de Barcelona per Marco Antonio.
- 1988 - Nominació al Premi Haxtur com a "Millor Dibuix" per "Macao" de la serie Cleòpatra

## Galeria
- Paraules de Mique Beltran en la presentació d'un integral de la sèrie Marco Antonio.
- Paraules de Mique Beltran en la presentació d'un integral de la sèrie Marco Antonio.